# Bosco della Merlata
Il Bosco della Merlata era un'area boschiva planiziale sviluppata a nord ovest di Milano.

## Storia e ubicazione
(A. Bertarelli, A. Monti, Tre secoli di vita milanese nei documenti iconografici 1630-1875, Milano, 1927,)

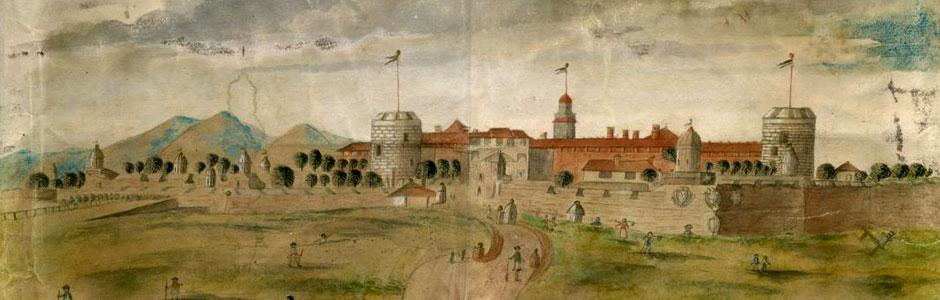
1795: Veduta del Castello di Milano, sullo sfondo le prealpi, è visibile l'area alberata che diparte dalle mura cittadine

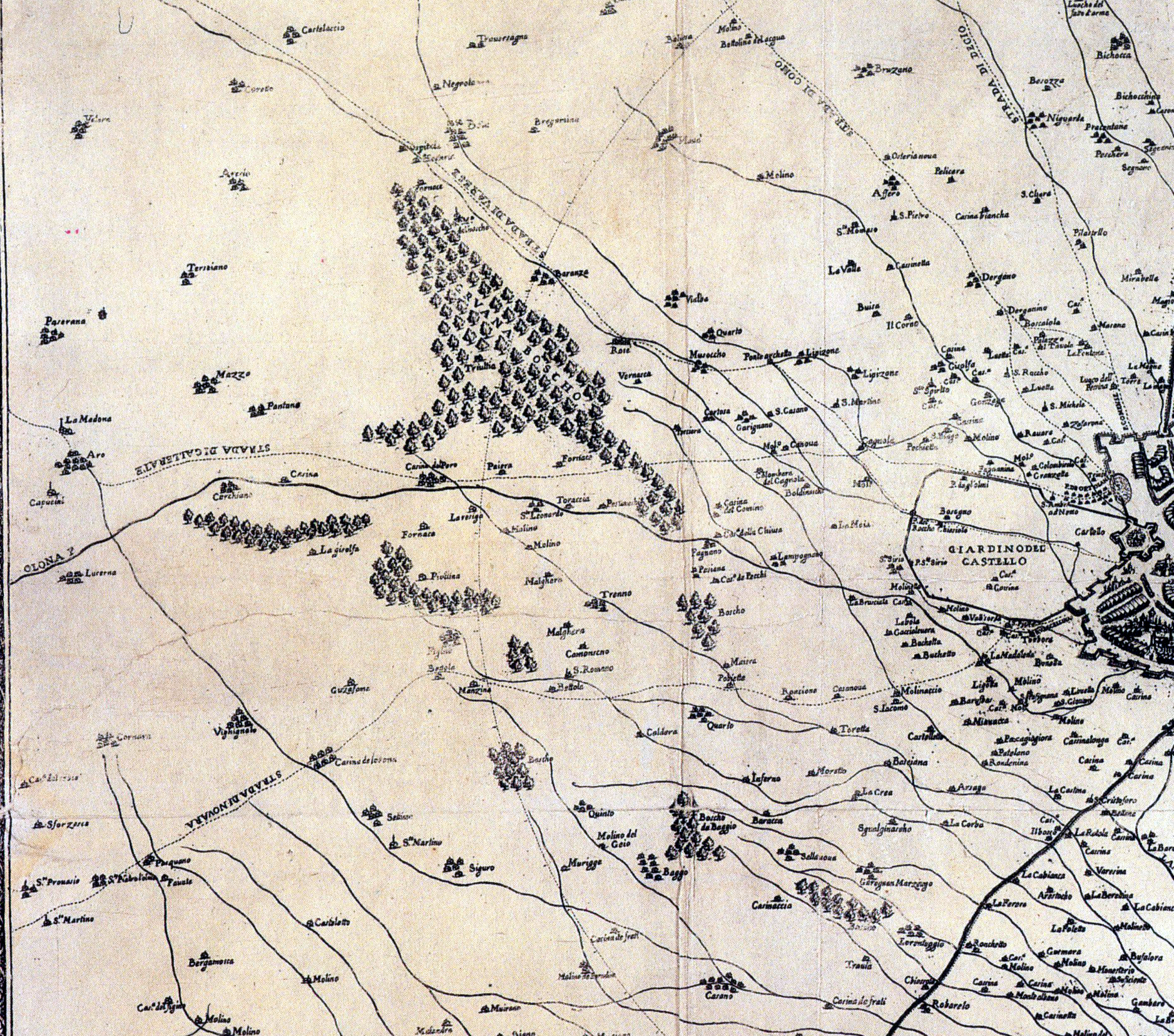
Mappa del milanese di Giovanni Battista Clarici del 1600, un agglomerato di piante del bosco della Merlata è indicato come Boscho Gruana

Il bosco, che prende il nome dal corso d'acqua Merlata, originariamente si sviluppava dall'esterno della cinta muraria di Milano proseguendo a nord ovest, quasi a lambire le città di Novara, Varese e Como. Al suo interno comprendeva centri abitati e anche la Certosa di Garegnano.
Ancora ben sviluppato nel seicento con una discreta fauna, tra cui animali da selvaggina e anche lupi, il bosco divenne famoso per essere infestato da bande di temuti briganti. Tra questi Giacomo Legorino e Battista Scorlino, che furono tra i capibanda più famosi e temuti. 
Secondo il Dizionario Corografico Universale dell'Italia stampato nel 1850 all'epoca si poteva ancora riconoscere un Bosco della merlata di sopra, lungo un miglio e largo la metà, detto anche Bosco della Madonna del Bosco, dal nome di una cascina con oratorio posta sul lato orientale del bosco lungo un breve tratto della strada varesina e il bosco della Merlata di sotto, più piccolo formato da due quadrilateri tra i quali si trova il comune di Cassina Triulza, e confinanti a ovest con i comuni di Mazzo, Pantanedo, Cerchiate e Cassina del Pero, mentre il bosco, che al tempo esisteva a Cerchiate doveva costituire un residuo della Merlata.

Il bosco scomparve con i disboscamenti di inizio ottocento; riferendosi a quel periodo Giuseppe Bossi Federigotti, poco dopo l'unità d'Italia, scriveva: “Allora i boschi della Merlata non erano lontani dalle mura e accompagnavano le strade della Brianza verso Erba e Como, prima di scomparire, nell'inoltrarsi del secolo, quando, soprattutto a iniziare da quegli anni sessanta, andava dileguando, nella preoccupazione di un esasperato e remunerativo sfruttamento agrario delle ultime aree incolte, quell'Ottocento ancora largamente segnato da pascoli e pittoresche campagne che le tele dell'epoca ci rivelano morente”. Alla scomparsa del bosco contribuì il suo sfruttamento per ricavare combustibile da utilizzare nelle fornaci che sfruttavano l'argilla presente nel terreno, contribuendo alla sua desertificazione. 
Verso il 1860 il bosco cessò di esistere, parzialmente sostituito da marcite risaia, grazie all'abbondanza di acqua proveniente dai numerosi fontanili e campi seminati e coltivazione della vite. 
Gli ultimi resti del bosco furono eliminati nel dissodamento del terreno per la costruzione del cimitero di Musocco, venendo meno, con la prima legge forestale d'Italia n. 3917/1877 il vincolo di tutela dei boschi di pianura e di collina, più precisamente dal livello del mare al limite superiore del castagno (circa 800-900 di quota). Secondo alcuni studiosi la vegetazione boschiva attorno Cusago potrebbe costituire il residuo del Bosco della Merlata
Il bosco ha dato il nome alla Cascina Merlata, oggi ancora esistente, a ovest di Milano.